# Центральний Державний музей Республіки Казахстан
Центральний Державний музей Республіки Казахстан (каз. Қазақстан Республикасы Мемлекеттік орталық музейі) — музей, розташований в Алмати. Один із найстаріших та найбільших музеїв Казахстану та Центрально-Азійського регіону. Колекція фонду налічує близько 300 000 одиниць зберігання.

## Історія музею
1920 року згідно з постановою уряду Киргизької (Казахської) АРСР було створено Казахський центральний крайовий музей. На той час частково колекцію Оренбурзького губернаторського музею переведено в розпорядження освітнього Центрального крайового музею.
У 1929 році у зв'язку з перенесенням Центрального крайового музею до міста Алма-Ата відбулося складання ЦДМ РК.
У 30-х роках XIX століття у місті Оренбурзі при Неплюєвському військовому училищі організували «Музей Оренбурзького краю». Пізніше у фонд музею входить колекція музею Оренбурзького краю та колекція Жетисуйського (Семиріченського) обласного музею.
У 1931 році музей розташувався в будівлі колишнього Кафедрального собору у місті Алма-Аті. 1941 року в основу фонду увійшла колекція Республіканського антирелігійного музею.
У 1985 році збудували сучасну будівлю, у якій зараз розташовується Центральний Державний музей Казахстану. До складу музейного комплексу входить найбільший у Казахстані Центр реставрації, який працює над відновленням творів мистецтва.
У 2005 році музей отримав офіційний статус науково-дослідної організації, що дає можливість проводити історичні експедиції та розширити сферу діяльності організації. Із 2006 року музей бере участь у міжнародній акції «Ніч музеїв».
У 2015 році з'явилася ініціатива щодо зміни діяльності музею до Культурного центру, що має включати зміну експозиції. Пропозиція була пов'язана з можливим переходом музею з державної в муніципальну власність.

## Експозиційні зали
- Перший експозиційний зал — зал палеонтології та археології.
- Другий експозиційний зал — зал історичної етнографії.
- Третій експозиційний зал складається з двох розділів: «Історія та етнографія народу, який проживає в Казахстані» та «Казахстан у роки Великої Вітчизняної війни. 1941—1945».
- Четвертий експозиційний зал — зал «Сучасний Казахстан».
- П'ятий експозиційний зал — «Відкритий фонд». Археологічне золото Казахстану.
- Шостий експозиційний зал — «Музей антропології»
- Сьомий експозиційний зал — зал Миколи Гавриловича Хлудова.

## Директора музею
Нижче наведено список директорів музею:
- А. М. Жиренчин (1942—1951)
- С. С. Єсова (1956—1973)
- Р. І. Космамбетова (1974—1995)
- Г. Б. Дюсенбінова (1995—1997)
- Є. Т. Жангелдін (1997—1999)
- Нурсан Алімбайули Алімбай (1999—2022)
- Харипова Рашида Єримівна (нині)

## Будівля музею

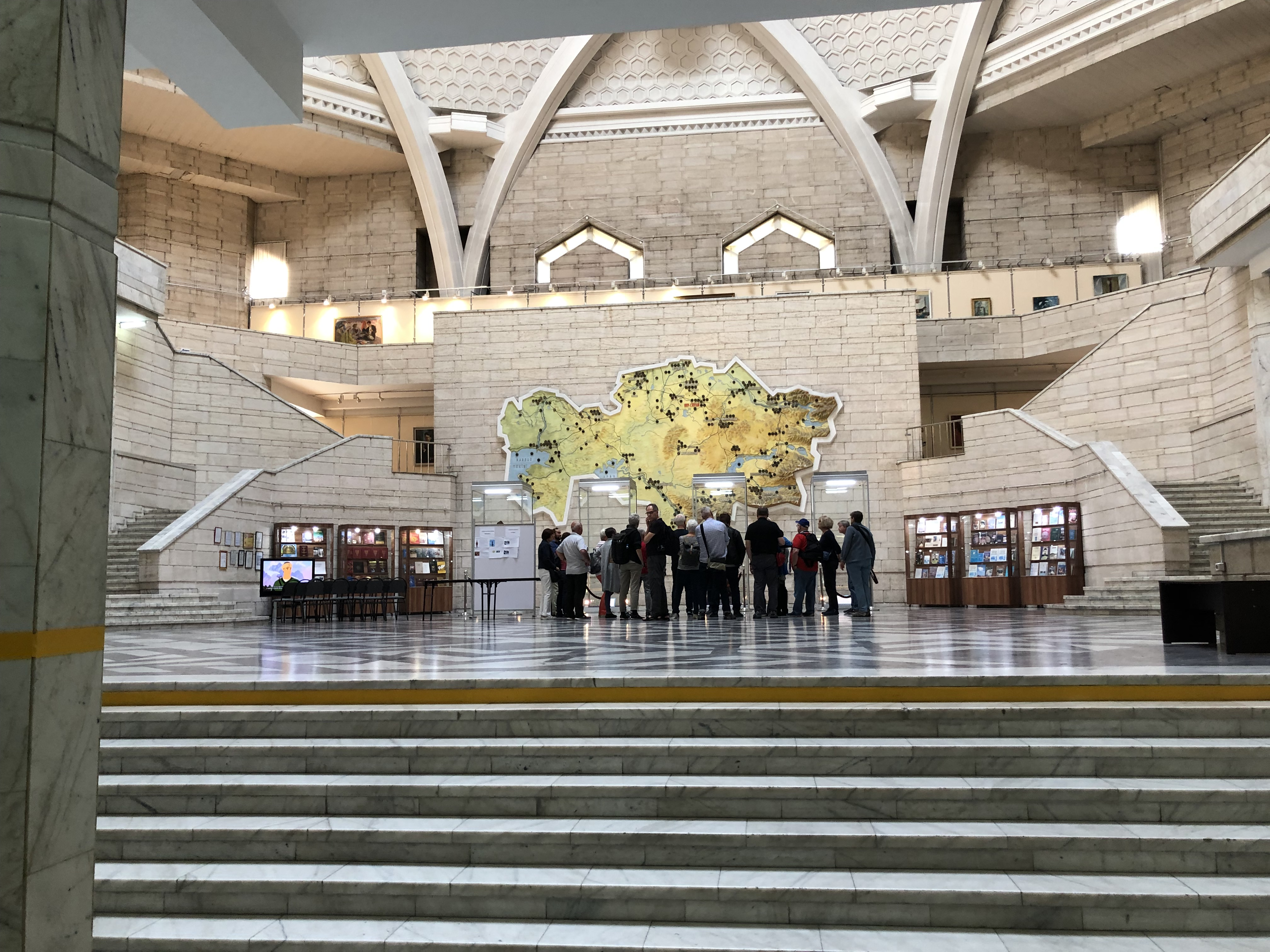
Інтер'єр музею

Будівля музею була збудована з 1978 по 1985 роки. До цього музей розташовувався у Свято-Вознесенському соборі.
Він був зведений на замовлення Алма-Атинського міськвиконкому організацією «Главалмаатабуд». Проєктувальником виступив ДПІ «Казміськбудпроект». Керівником архітектурного колективу став Ю. Г. Ратушний. Автор проєкту — З. М. Мустафіна у співпраці з Б. А. Рзагалієвим, Б. І. Нікішиною, В. І. Слюсарєвою та іншими.
Прямокутний у плані триповерховий будинок лежить на «стилобаті», утвореному природним рельєфом місцевості. Об'ємно-просторова характеристика споруди полягає у використанні стильових прийомів казахського зодчества. Каркас будівлі розроблено на рамній системі восьми зовнішніх опор-пілонів. Фасади вирішені єдиним ритмічним строєм пілястр, що поєднують три поверхи. Композиційний центр будівлі — двосвітний вестибюль, поверхово фланкований експозиційними залами. У внутрішній обробці музею використано кольоровий метал, мармур, паркет, черепашник, граніт.

### Статус пам'ятки
У січні 1986 року рішенням Алма-Атинського міськвиконкому будівлю Центрального музею було включено до списку пам'яток історії культури.
10 листопада 2010 року було затверджено новий Державний список пам'яток історії та культури місцевого значення міста Алмати, одночасно з яким усі попередні рішення з цього приводу були визнані такими, що втратили чинність. У цій Постанові було збережено статус пам'ятки місцевого значення будівлі музею. Межі охоронних зон були затверджені в 2014 року.